# Lac Terkhiin Tsagaan
Pour les articles homonymes, voir Tsagaannuur (homonymie).
Le lac Terkhiin Tsagaan (mongol : Тэрхийн Цагаан нуур, romanisation MNS : Terkhiin Tsagaan nuur), parfois romanisé en Terhiin Cagaan nuur, également surnommé lac blanc, est un lac de montagne situé dans les Monts Khangaï, en Mongolie. Il est situé dans le Parc national Khorgo-Terkhiin Tsagaan Nuur (en). Il est inscrit sur le liste des sites Ramsar, le 6 juillet 1998 sous le numéro 953.
Le volcan Khorgo (en) est situé près de l'extrémité Est du lac. La rivière Suman gol (en) sort de ce lac et alimente la Chuluut (en).

## Dénomination
La légende veut que lorsque des voyageurs étaient arrivés à un ovoo situé sur la rive Est du lac, ils avaient exprimés « Хөөе, тэр их цагаан нуурыг хараач ээ! » (que l'on peut traduire par : « Oooh, regardez comme ce grand lac est blanc »). Son nom serait donc tiré de cette phrase.